# Roccamonfina (berg)
De Roccamonfina is een uitgedoofde vulkaan in het zuiden van de Zuid-Italiaanse regio Campania waar ook de naam van Roccamonfina (gemeente) naar verwijst.
De hoogste top van de Roccamonfina wordt gevormd door Monte Santa Croce (1005 m). Deze is bedekt met dichte kastanjebossen en rijk aan waterbronnen. De vulkaan is actief geweest van 630.000 tot 50.000 jaar geleden. Zo'n 300.000 jaar geleden bereikte de vulkaankegel zijn maximale hoogte van ongeveer 1800 meter. Met zijn diameter van 15 kilometer is de Roccamonfina groter dan een andere Campaanse vulkaan; de Vesuvius.
De berg maakt deel uit van het Parco Regionale Roccamonfina e Foce del Garigliano dat in 1999 werd opgericht. Dit natuurpark met een oppervlakte van 11.000 hectare beslaat delen van de gemeentes Conca della Campania, Galluccio, Marzano Appio, Roccamonfina (gemeente), Sessa Aurunca, Teano en Tora e Piccilli.